# Euphrasia cuspidata
Euphrasia cuspidata là loài thực vật có hoa thuộc họ Cỏ chổi. Loài này được Host mô tả khoa học đầu tiên năm 1831.